# Cene Štupar
Cene (Vinko) Štupar-Matevž, slovenski komunist, novinar in partizan, * 6. oktober 1911, Gmajna (Črnuče), Slovenija, † 15. november 1944, Trzin, Slovenija.

## Življenjepis
Vinko Štupar (klicali so ga tudi Cene) je že kot otrok izgubil očeta. Mati Marija, delavka, je morala sama skrbeti za troje sinov. Po osnovni šoli na Črnučah je kljub željam po gimnazijski izobrazbi postal pekovski vajenec. Verjetno je zaradi tega zbolel za astmo, kar mu je tudi zelo oslabilo srce.
Po odsluženem vojaškem roku se je zaposlil v Eiflerjevi tekstilni tovarni za Bežigradom. Tu je kmalu postal sindikalni voditelj, med drugim je leta 1936 vodil stavko delavcev tovarne, in urejal sindikalno glasilo Glas delavca. Udejstvoval se je tudi v društvih, predvsem v črnuških podružnicah društev Svoboda in Vzajemnost.
Leta 1936 je postal član Komunistične partije Jugoslavije in leta 1937 član rajonskega komiteja KPS Ježica. Večkrat je imel opravka s policijo, med drugim se je moral leta 1938 zagovarjati pred sodiščem kot odgovorni urednik Glasa delavca.
Po okupaciji Jugoslavije se je začel pripravljati na začetek oboroženega odpora in hiša njegove družive je postala shajališče komunistov in njihovih simpatizerjev. 23. junija 1941 je skupaj s somišljeniki odšel v gozdove in julija postal borec ter politični delavec Rašiške čete. Prevzel je tudi odgovornost za partizanske tiske, ki so bili eni od prvih v okupirani Sloveniji.
Po razbitju čete se je umaknil v italijansko cono v Ljubljano in nadaljeval delovanje v komiteju KPS Ježica. Spomladi 1942 so ga aretirali Italijani in ga internirali v Trevisu, a mu je kmalu uspelo pobegniti in poleti se je vrnil v Ljubljano. Ko si je malo opomogel, je odšel v bunker v Obrije ob Savi, kjer se je skrival skupaj z ženo in hčerjo Franca Leskoška-Luke. Bunker pa je bil izdan in 26. oktobra so ga obkolili belogardisti ter ga aretirali. Ker ga niso prepoznali, so ga odpeljali v Ljubljano in ga dolgo časa zasliševali. 
Nazadnje so ga izročili Nemcem, ki so ga odpeljali v prehodno taborišče v Šentvidu. Od tam je spomladi 1944 pobegnil, se vrnil v Črnuče in postal sekretar okrajnega komiteja KPS Mengeš.
15. novembra 1944 zjutraj so gestapovci in domobranci iz mengeške postojanke odkrili in razdejali taborišče partijskega aktiva okraja Mengeš v gozdu med Rašico in Dobenom. Cene Štupar se je tisti dan s spremljevalcem odpravil v taborišče. Čeprav je ob prihodu opazil, da je taborišče razdejano, se je moral zaradi bolezni ustaviti in si skuhati čaj. Takrat so se vrnili sovražniki in ju pognali v beg. Ker je bil tačas poleg siceršnje bolezni še prehlajen, so mu kmalu odpovedale moči. Preden mu je spremljevalec mogel pomagati, so ga napadli policijski psi, nato pa so do njega prišli še domobranci in ga ubili. Domobranci so njegovo truplo pustili v gozdu, kjer so ga nato pokopali partizani. Po vojni je bil prekopan na črnuško pokopališče.
Po vojni so mu na kraju, kjer je padel, postavili tudi spomenik, nanj pa spominja še spominska plošča na mestu njegove rojstne hiše v Gmajni na Črnučah. Po njem je poimenovana Cesta Ceneta Štuparja v Črnučah in Center za permamentno izobraževanje Cene Štupar.